# Gloriana (ópera)
Gloriana es una ópera en tres actos con música de Benjamin Britten y libreto en inglés de William Plomer, que a su vez estaba basado en Elizabeth and Essex por Lytton Strachey. El estreno fue en la Royal Opera House, Londres en 1953 durante las celebraciones de la coronación de la reina Isabel II.

## Historia
Gloriana era el nombre dado por el poeta del siglo XVI, Edmund Spenser, al personaje que representa a la reina Isabel I en su poema, The Faerie Queene. Se convirtió en un nombre popular para la reina Isabel. Está documentado que las tropas en Tilbury la saludaron con gritos de "Gloriana, Gloriana, Gloriana", después de la derrota de la Armada Invencible, en 1588.[cita requerida]
La ópera representa la relación entre la reina Isabel y Robert Devereux, II conde de Essex, y fue compuesta para la coronación de la reina Isabel II. Se dice que a la reina le disgustó la ópera, que presenta a la primera Isabel como simpática, pero con fallos, un personaje motivado en gran medida por la vanidad y el deseo. El estreno fue uno de los escasos fracasos de Britten con la crítica, y la obra no se incluyó en la serie Decca de grabaciones completas dirigidas por el compositor. El 22 de noviembre de 1963, en el quincuagésimo cumpleaños del compositor, Bryan Fairfax dirigió una interpretación de concierto, que fue la primera reposición de la ópera desde su producción inaugural en 1953. Cuando la producción hizo una gira en 1954 a Manchester y Birmingham, Joan Sutherland cantó el papel de Penelope. La obra ha sido bien recibida en posteriores reposiciones desde la muerte de Britten. El 14 de noviembre de 2001 se estrenó en España, en el Teatro del Liceo de Barcelona.[cita requerida]
Esta ópera rara vez se representa en la actualidad; en las estadísticas de Operabase aparece con sólo 1 representación para el período 2005-2010. Una serie de Danzas cortesanas de la ópera se interpreta a menudo de forma separada como pieza de concierto.[cita requerida]
La ópera se representó en el Teatro Real de Madrid, del 12 al 24 de abril del 2018.

## Personajes
| Personaje | Tesitura     | Reparto del estreno, 8 de junio de 1953 (Director: John Pritchard) |
| --- | ------------ | ------------------------------------------------------------------ |
| Reina Isabel I | soprano      | Joan Cross                                                         |
| Robert Devereux, II conde de Essex | tenor        | Peter Pears                                                        |
| Frances, condesa de Essex | mezzosoprano | Monica Sinclair                                                    |
| Charles Blount, Lord Mountjoy | barítono     | Geraint Evans                                                      |
| Penelope (Lady Rich) hermana de Essex | soprano      | Jennifer Vyvyan                                                    |
| Sir Robert Cecil Secretario del Consejo | barítono     | Arnold Matters                                                     |
| Sir Walter Raleigh, capitán de la Guardia                                                                                                  | bajo         | Frederick Dalberg                                                  |
| Henry Cuffe un seguidor de Essex | barítono     | Ronald Lewis                                                       |
| Una dama de compañía | soprano      | Adele Leigh                                                        |
| Un cantante de baladas ciego | bajo         | Inia Te Wiata                                                      |
| El Recorder de Norwich | bajo         | Michael Langdon                                                    |
| Un ama de casa | mezzosoprano | Edith Coates                                                       |
| El espíritu de la mascarada | tenor        | William McAlpine                                                   |
| Maestro de ceremonias | tenor        | David Tree                                                         |
| The City Crier | barítono     | Rhydderch Davies                                                   |
| Tiempo | bailarín     | Desmond Doyle                                                      |
| Concordia | bailarín     | Svetlana Beriosova                                                 |
| Coro: ciudadanos, damas de honor, señoras y caballeros de la casa, cortesanos, enmascarados, viajos, hombres y chicos de Essex, consejeros |              |                                                                    |
| Bailarines: muchachas campesinas, pescadores, bailarines de la danza Morris                                                                |              |                                                                    |
| Actores: pajes, ballad-singer's runner, fantasma de la reina Isabel                                                                        |              |                                                                    |
| Músicos en escena: trompeteros, orquesta de baile, gaita y tabor, gittern, drummer                                                         |              |                                                                    |

## Argumento
Época: Finales del siglo XVI.
Lugar: Inglaterra.

### Acto I
Mountjoy gana un torneo. Essex lo desafía a un duelo y resulta herido. La reina riñe a los hombres por sus celos. Cecil informa a la reina de que hay una relación amorosa entre Penelope y Mountjoy. Essex corteja a la reina al laúd, y obtiene permiso para atacar al rebelde irlandés Tyrone. La reina reza pidiendo fuerza.

### Acto II
Se representa una mascarada en honor de la reina. Mountjoy y Penelope tienen una cita en el jardín. Essex denuncia a la reina por desbaratar sus planes militares. Los cortesanos bailan una serie de cinco "Bailes cortesanos" durante la cual los bailarines son lanzados al aire por sus parejas. Las damas se retiran. Para castigar a Lady Essex por llevar un vestido demasiado a la moda, la reina lo lleva ella misma. Essex es nombrado Lord Deputy de Irlanda.

### Acto III
Essex arregla una tregua con Tyrone. Irrumpe en el dormitorio de la reina para darle la noticia. La reina se está vistiendo y ordena su arresto por semejante insolencia. Escapa e intenta alzar un ejército contra la reina. Es capturado y condenado. Cecil cree que la reina perdonará a Essex. Penelope, lady Essex y Mountjoy todos apoyan el perdón, pero esto sólo fortalece la decisión de la reina y ella firma la sentencia de muerte. La reina quiere ser una sabia gobernante al enfrentarse a su propia mortalidad.

## Grabaciones
- Britten: Gloriana – Sarah Walker (Reina Isabel),  Anthony Rolfe Johnson (conde de Essex), Jean Rigby (condesa de Essex), Neil Howlett (Lord Mountjoy), Alan Opie (Sir Robert Cecil),  Elizabeth Vaughan (Lady Rich), Richard Van Allan (Sir Walter Raleigh),  Malcolm Donnelly (Henry Cuffe); Coro y orquesta de la Ópera Nacional Inglesa; Mark Elder (director). Grabación en vivo, Londres 1984 (también retransmitida por la BBC). Sello discográfico: ArtHaus Musik DVD[3]